# Derhači
Derhači (in ucraino Дергачі?; in russo Дергачи?, Dergači) è una città ucraina (17 136 abitanti) nel distretto di Charkiv nell'oblast' di Charkiv. Ospita l'amministrazione della comunità territoriale di Derhači, una delle comunità territoriali dell'Ucraina.
Fino al 18 luglio 2020 Derhači è stata il centro amministrativo del distretto di Derhači, abolito come parte della riforma amministrativa dell'Ucraina, che ha ridotto a sette il numero dei distretti dell'oblast' di Charkiv. L'area del distretto di Derhači è stata fusa nel distretto di Charkiv.
La città fu fondata nel 1660, e fino al 1943 fu denominata Derkači.